# Schermbloemzandbij
De schermbloemzandbij (Andrena nitidiuscula) is een vliesvleugelig insect uit de familie Andrenidae. De wetenschappelijke naam van de soort is voor het eerst geldig gepubliceerd in 1853 door Schenck.